# Hôtel des ducs de Bouillon
L'hôtel des ducs de Bouillon est un édifice situé à Maringues (France).

## Localisation
L'hôtel est situé sur le territoire de la commune de Maringues, dans le département du Puy-de-Dôme, en région Auvergne-Rhône-Alpes.

## Description
L'hôtel des ducs de Bouillon se présente comme un immeuble rectangulaire à trois étages. La façade principale est en pierre de taille d'andésite. Au rez-de-chaussée, une porte en plein cintre, à bossages, donne accès dans un couloir. De chaque côté de celle-ci se trouvent deux portes moins hautes, à arc surbaissé, et à bossages sculptés. Au premier étage, trois fenêtres à appuis moulurés saillants, à jambages moulurés à bases prismatiques, surmontés de chapiteaux, sur lesquels repose le linteau. Les deux fenêtres plus larges devaient comporter des croisées de meneaux. Au-dessus du contrefort épaulant l'angle nord-est se trouve une tourelle ronde en encorbellement sur cul-de-lampe orné, d'un motif sculpté représentant une tête d'angelot joufflu entre deux ailes. Cette tourelle se termine en forme de dôme surmonté d'une boule,,.

## Historique
L' hôtel, où séjourna Henri de la Tour d'Auvergne, vicomte de Turenne en 1641, était propriété de la famille de La Tour d'Auvergne jusqu'en 1684, puis changea de propriétaire et fut donné à la ville en 1991. Il accueille aujourd'hui une médiathèque communautaire.
Il est inscrit partiellement aux monuments historiques par arrêté du 14 novembre 1951,,.